# Ghouchan
Ghouchan este un oraș din Iran.